# Thierry Martens
Thierry Martens (29 de enero de 1942 – 27 de junio de 2011) fue un escritor belga, que escribió en temáticas tan diferentes como la ciencia ficción o la novela de detectives, sobre todo basada en el personaje de Sherlock Holmes. Además fue dibujante de cómics bajo el pseudónimo de Yves Varende. Entre 1968 y 1977, fue editor de la revista de cómic Spirou. Publicó multitud de antologías altamente documentadas e hizo estudios sobre el "estilo Sehrlock Holmes" en francés.

## Obra
Ciencia ficción
- Les Gadgets de l'Apocalypse (1978)
- Les Tueurs de l'Ordre (1980)
- Tuez les Tous (1980)

Novelas holmesianas
- Le Requin de la Tamise Lefrancq coll. En Poche, Paris 1997
- le Tueur dans le Fog
- Le Secret de l'Ile au Chien
- Les Meurtres du Titanic Lefrancq coll. En Poche, Paris 1998
- L'otage de Fraulein Doktor
- Sherlock Holmes et les Fantômes anthology (Fleuve noir 1999)

Antologías
- Sherlock Holmes revient : una antología de seis cuentos anónimos sobre Sherlock Holmes (traducidos y publicados al francés entre 1907 y 1911). (1996, éditions Fleuve Noir, collection Super Poche n° 27)